# Burleson County
Das Burleson County ist ein County im Bundesstaat Texas der Vereinigten Staaten. Das U.S. Census Bureau hat bei der Volkszählung 2020 eine Einwohnerzahl von 17.642 ermittelt. Der Sitz der County-Verwaltung (County Seat) befindet sich in Caldwell.

## Geographie
Das County liegt östlich des geographischen Zentrums von Texas und hat eine Fläche von 1755 Quadratkilometern, wovon 32 Quadratkilometer Wasserfläche sind. Es grenzt im Uhrzeigersinn an folgende Countys: Robertson County, Brazos County, Washington County, Lee County und Milam County.

## Geschichte
Burleson County wurde am 24. März 1846 aus Teilen des Milam County gebildet und die Verwaltungsorganisation am 13. Juli gleichen Jahres abgeschlossen. Benannt wurde es nach Edward Burleson (1798–1852), einem General während der texanischen Revolution und Abgeordneten im Senat von Texas.
Zwei Häuser im County sind im National Register of Historic Places (NRHP) eingetragen (Stand 4. Oktober 2018).

## Demografische Daten

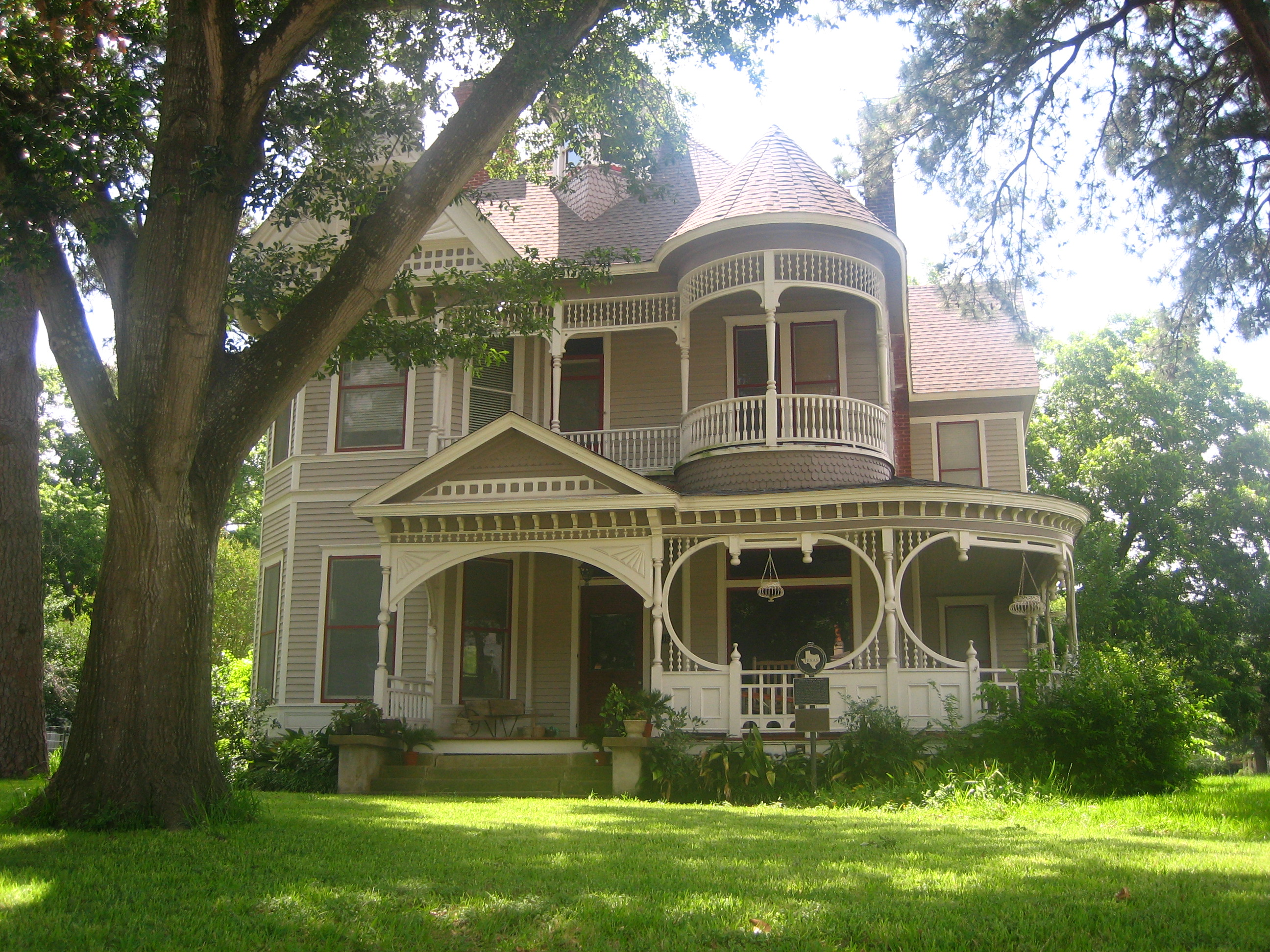
Das Reeves-Womack House, gelistet im NRHP, Nr. 93000002

Nach der Volkszählung im Jahr 2000 lebten im Burleson County 16.470 Menschen; es wurden 6.363 Haushalte und 4.574 Familien gezählt. Die Bevölkerungsdichte betrug 10 Einwohner pro Quadratkilometer. Ethnisch betrachtet setzte sich die Bevölkerung zusammen aus 74,07 Prozent Weißen, 15,06 Prozent Afroamerikanern, 0,50 Prozent amerikanischen Ureinwohnern, 0,17 Prozent Asiaten, 0,02 Prozent Bewohnern aus dem pazifischen Inselraum und 8,25 Prozent aus anderen ethnischen Gruppen; 1,92 Prozent stammten von zwei oder mehr Ethnien ab. 14,64 Prozent der Einwohner waren spanischer oder lateinamerikanischer Abstammung.
Von den 6.363 Haushalten hatten 31,9 Prozent Kinder oder Jugendliche, die mit ihnen zusammen lebten. 56,4 Prozent waren verheiratete, zusammenlebende Paare, 11,4 Prozent waren allein erziehende Mütter und 28,1 Prozent waren keine Familien. 24,9 Prozent waren Singlehaushalte und in 12,4 Prozent lebten Menschen im Alter von 65 Jahren oder darüber. Die durchschnittliche Haushaltsgröße betrug 2,57 und die durchschnittliche Familiengröße betrug 3,08 Personen.
26,9 Prozent der Bevölkerung war unter 18 Jahre alt, 8,0 Prozent zwischen 18 und 24, 25,8 Prozent zwischen 25 und 44, 23,2 Prozent zwischen 45 und 64 und 16,1 Prozent waren 65 Jahre alt oder älter. Das Medianalter betrug 38 Jahre. Auf 100 weibliche Personen kamen 94,7 männliche Personen und auf 100 Frauen im Alter von 18 Jahren oder darüber kamen 91,5 Männer.
Das jährliche Durchschnittseinkommen eines Haushalts betrug 33.026 USD, das Durchschnittseinkommen einer Familie betrug 39.385 USD. Männer hatten ein Durchschnittseinkommen von 28.795 USD, Frauen 20.146 USD. Das Prokopfeinkommen betrug 16.616 USD. 13,2 Prozent der Familien und 17,2 Prozent der Einwohner lebten unterhalb der Armutsgrenze.

## Städte und Gemeinden
- Birch
- Caldwell
- Chriesman
- Clay
- Davidson
- Deanville
- Frenstat
- Hix
- Hogg
- Lyons
- Merle
- Rita
- Scofield
- Snook
- Somerville
- Tunis
- Wilcox